# Thomas Schneider (atleta)
Thomas Schneider (Forst, 7 novembre 1988) è un velocista tedesco.

## Biografia
Ha rappresentato la Germania ai Giochi olimpici estivi di Londra 2012 nella staffetta 4×400 metri in cui è stato eliminato in batteria, con i connazionali Jonas Plass, Kamghe Gaba e Eric Krüger.
Ha partecipato a vari campionati europei di atletica leggera e ai campionati del mondo 2013 nella staffetta 4×400 metri maschile.

## Palmarès
| Anno | Manifestazione  | Sede       | Evento      | Risultato | Prestazione | Note |
| ---- | --------------- | ---------- | ----------- | --------- | ----------- | ---- |
| 2007 | Europei U20     | Hengelo    | 4×400 m     | Argento   | 3'08"64     |      |
| 2010 | Europei         | Barcellona | 4×400 m     | 4º        | 3'02"65     |      |
| 2011 | Europei indoor  | Parigi     | 400 m piani | Argento   | 46"42       |      |
| 2011 | Mondiali        | Taegu      | 4×400 m     | 7º        | 3'01"37     |      |
| 2012 | Europei         | Helsinki   | 4×400 m     | Bronzo    | 3'01"77     |      |
| 2012 | Giochi olimpici | Londra     | 4×400 m     | Batteria  | 3'03"50     |      |
| 2013 | Mondiali        | Mosca      | 4×400 m     | Batteria  | 3'02"62     |      |
| 2014 | Europei         | Zurigo     | 4×400 m     | 5º        | 3'01"70     |      |
| 2015 | World Relays    | Nassau     | 4×400 m     | 11º       | 3'04"90     |      |
| 2017 | World Relays    | Nassau     | 4×400 m     | 14º       | 3'09"53     |      |

## Altre competizioni internazionali
2009
- Campionati europei a squadre di atletica leggera ( Leiria)

2011
- Campionati europei a squadre di atletica leggera ( Stoccolma)

2014
- Campionati europei a squadre di atletica leggera ( Braunschweig)